# Seretnebti
Seretnebti (šr.t-nb.tỉ, „A Két Úrnő orra”) ókori egyiptomi hercegnő volt az V. dinasztia idején. Sírját  a Cseh Régészeti Intézet egyiptológusai találták meg 2012-ben Abu-Szír környékén, Kairótól délre. A hercegnő temetkezését egy sziklasírban találták meg, melyben hat akna volt, ezek közül a legnagyobb a hercegnő férjéé lehetett, akinek neve nem maradt fenn. A második, tíz méter mély aknából nyugat felé befejezetlen sírkamra nyílik, itt találták meg egy nő, nagy valószínűséggel Seretnebti maradványait. A hercegnő kora halálakor 25 és 40 év között lehetett.

## Fordítás
Ez a szócikk részben vagy egészben  a   Sheretnebty című német Wikipédia-szócikk ezen változatának fordításán alapul.  Az eredeti cikk szerkesztőit annak laptörténete sorolja fel. Ez a jelzés csupán a megfogalmazás eredetét és a szerzői jogokat jelzi, nem szolgál a cikkben szereplő információk forrásmegjelöléseként.